# Sapayoa
Sapayoa is een geslacht van zangvogels uit de familie Sapayoidae.

## Soorten
Het geslacht kent de volgende soort:
- Sapayoa aenigma – Breedbekmanakin